# Landsat

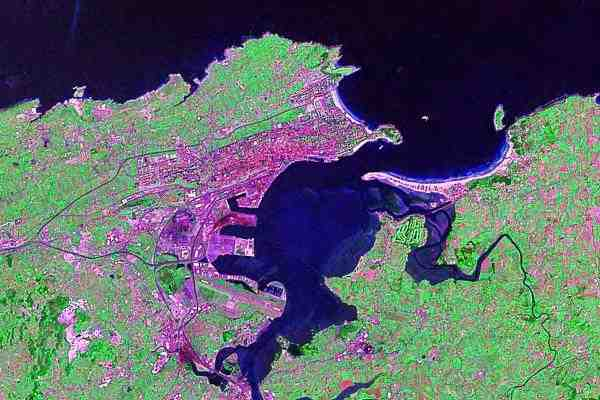
Imagen espectral de la bahía de Santander (Cantabria) tomada por el satélite Landsat de la NASA.

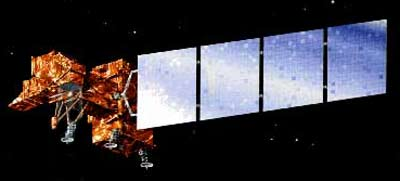
Imagen CGI de un satélite Landsat 7

Los Landsat son una serie de satélites construidos y puestos en órbita por EE. UU. para la observación en alta resolución de la superficie terrestre.
Los Landsat orbitan alrededor de la Tierra en órbita circular heliosincrónica, a 705 km de altura, con una inclinación de 98,2º respecto del ecuador y un período de 99 minutos. La órbita de los satélites está diseñada de tal modo que cada vez que estos cruzan el ecuador de norte a sur lo hacen entre las 10:00 y las 10:15 de la mañana hora local. Los Landsat están equipados con instrumentos específicos para la teledetección multiespectral.
El primer satélite Landsat (en principio denominado ERTS-1) fue lanzado el 23 de julio de 1972. El último de la serie es el Landsat 9, puesto en órbita el 27 de septiembre de 2021.

## Satélites
Serie de satélites Landsat y año de su lanzamiento:
- Landsat 1: 1972
- Landsat 2: 1975
- Landsat 3: 1978
- Landsat 4: 1982
- Landsat 5: 1984
- Landsat 6: 1993. Lanzamiento fallido.
- Landsat 7: 1999
- Landsat 8: Landsat Data Continuity Mission. Lanzado el 11 de febrero de 2013.
- Landsat 9: 2021

En el año 2012 está plenamente operativo el Landsat 7. Los cuatro primeros satélites se encuentran fuera de servicio y desde noviembre de 2011 salió de servicio Landsat 5.